# Стоф, Эрик
Эрик Стоф (англ. Eric Stough; род. 1972) — режиссёр-аниматор сатирического анимационного сериала «Южный Парк», обладатель Эмми. Послужил основой для Баттерса — одного из ведущих персонажей шоу.
Стоф знаком с Треем Паркером со времён их совместной учёбы в начальной школе; затем они вместе с Паркером и Стоуном учились в университете Колорадо. Начиная с самых первых проектов Паркера и Стоуна, он сотрудничал с ними: был ассистентом режиссёра в фильме «Каннибал! Мюзикл», сыграл крошечную роль арестанта в фильме «Оргазмо» и участвовал в создании пилотного, сделанного вручную эпизода «South Park» «Картман и анальный зонд».
«Баттерс» первоначально было прозвищем Стофа. В эпизоде «Два голых парня в горячей ванне» было решено сделать одного из безымянных детских персонажей «говорящим» и активно участвующим в действии; ему дали имя Баттерс, а по характеру сделали пародией на Стофа.
Стоф является постоянным режиссёром-аниматором шоу; помимо этого, в некоторых эпизодах (например, «Скотт Тенорман должен умереть») он обозначен в титрах как режиссёр. Также Стоф участвовал в озвучивании эпизодов «А сиськи всё испортили» и «Джефферсоны». Руки Стофа видны в заставке всех эпизодов шоу, начиная с шестого сезона.
Стоф говорил, что на его работу оказало влияние Шоу Джерри Спрингера (англ. Jerry Springer Show). Любимыми исполнителями Стофа являются Бьорк и Radiohead, любимым фильмом — «Индиана Джонс: В поисках утраченного ковчега».